# Smotryszów
Smotryszów [pronunciación en polaco: /smɔˈtrɨʂuf/] es un pueblo ubicado en el distrito administrativo de Gmina Kodrąb, dentro del condado de Radomsko, voivodato de Łódź, en el centro de Polonia. Se encuentra aproximadamente a 11 kilómetros al este de Radomsko y a 81 kilómetros al sur de la capital regional, Łódź. 